# Кингстон (Норфок)
Кингстон (нрф. Daun a'Taun) је главни град аустралијске територије Острво Норфок у Тихом океану. Основан је 1788. године на брду изнад обале океана. Има велику улогу и значај у аустралијској историји. Неке објекти и грађевине су заштићени као светска културна баштина УНЕСКО-а. У Кингстону живи око 300 становника претежно Европљана и домородаца који се служе норфук језиком.

## Галерија
- Градска лука
- Чамци на обали
- Кран у луци